# David Einhorn (Dichter)
David Einhorn (geboren 3. März 1886 in Karelitschy in der Grodnenskaja Oblast, Russisches Kaiserreich; gestorben 3. Februar 1973 in New York City) war ein jiddischer Schriftsteller und Journalist.

## Leben
Einhorn wuchs als Sohn eines Militärarztes und Rabbiners auf und besuchte in Waukawysk die Schule. Er schrieb seine ersten Gedichte auf Hebräisch. Unter dem Einfluss der sozialistischen Bundisten schrieb er dann jiddisch und veröffentlichte 1909 sprachlich neuartige Gedichte, die großen Anklang fanden. Im Folgejahr arbeitete er als Sekretär des Dichters Mendele Moicher Sforim. 1912 wurde er wegen sozialrevolutionärer Aktivitäten für ein halbes Jahr in Wilna eingesperrt und musste nach Bern emigrieren, wo er sich auch während des Ersten Weltkrieges aufhielt. Gegen Ende des Krieges ging er zunächst nach Radom und Warschau und schrieb Beiträge in sozialistischen Publikationen. Zwischen 1920 und 1924 lebte er in Berlin, wo er sich an der Herausgabe des Sammelwerks „Der Onheyb“ beteiligte, das 1922 im Berliner Verlag „Wostok“ erschien. In Berlin begann er als Korrespondent für die New Yorker jiddischsprachige Zeitung „Forverts“ zu schreiben. Einhorn war nun von der Entwicklung in der kommunistischen Bewegung enttäuscht und zog 1924 weiter nach Paris. In Frankreich gab er eine literarische Monatsschrift heraus und erhielt auch Aufträge für Artikelbeiträge für eine jiddische „Algemeyne entsiklopedye“. Nach Ausbruch des Zweiten Weltkrieges flüchtete er 1940 vor den deutschen Truppen in die USA, wo er weiterhin für die Zeitung „Forverts“ schrieb.
Einhorns Lyrik wurde auch vertont, so komponierte Solomon Rosowsky die Musik zu einem Wiegenlied.

## Schriften (Auswahl)
- Meyne lieder. Gedichte. Wilna: Ṿilner Ferlag fun B.A. Ḳletsḳin, 1912
- mit B Tsuḳerman: Shṭilʹe yugenṭ. Gedichte. Warschau: Nayer farlag, 1920
- Shṿarts-royṭ: gedanḳen un bilder. Warschau: Farlag Lebens-fragen, 1921.
- Rekviyem. Gedicht. Illustration Menachem Birnbaum. Berlin : Rosenthal, 1922
- Shemarya Gorelik; Max Weinreich; David Einhorn: Der Onheyb. zamlbukh far liṭeraṭur un ṿisnshafṭ. Berlin : Wostok, 1922
- Gezamlte lider, 1904-1924. Berlin 1925
- Violet, lider. 1925-1930. Paris : Ferlag Triangel, 1930
- Gezamlte lider, 1904-1951. Hrsg. Benjamin Einhorn. New York : Arbeter Ring bay dem Bildungs-Department,  1952.